# Sergej Zuev
Sergej Nikolaevič Zuev (in russo Сергей Николаевич Зуев?; Severoural'sk, 20 febbraio 1980) è un allenatore di calcio a 5 ed ex giocatore di calcio a 5 russo.

## Carriera
Formatosi come portiere di hockey su ghiaccio, Zuev inizia la carriera nel calcio a 5 nell'UPI Ekaterinburg. Per oltre un decennio è stato il portiere titolare del Sinara, con cui ha vinto due Superliga, una coppa nazionale e soprattutto la Coppa UEFA 2007-08. Con la nazionale russa ha disputato cinque edizioni del campionato europeo e una Coppa del Mondo. A livello individuale, Zuev è stato eletto miglior portiere al mondo ai Futsal Awards del 2008.

## Palmarès

### Club

#### Competizioni nazionali
- Campionato russo: 2
Sinara: 2008-09, 2009-10
- Coppa della Russia: 2
Sinara: 2006-07
Dina Mosca: 2016-17

#### Competizioni internazionali
- Coppa UEFA: 1
Sinara: 2007-08

### Individuale
- Futsal Awards: 1
Miglior portiere: 2008